# Christian Juhl
Christian Willumsen Juhl (ur. 29 kwietnia 1898 w Gørdingu, zm. 27 września 1962 w Esbjergu) – duński gimnastyk, medalista olimpijski.
W 1920 r. reprezentował barwy Danii na letnich igrzyskach olimpijskich w Antwerpii, zdobywając złoty medal w ćwiczeniach wolnych drużynowo.